# Hällsjön, Ångermanland
Hällsjön är en sjö i Härnösands kommun i Ångermanland och ingår i Gådeån-Indalsälvens kustområde.